# Julia Philippi (Politikerin)

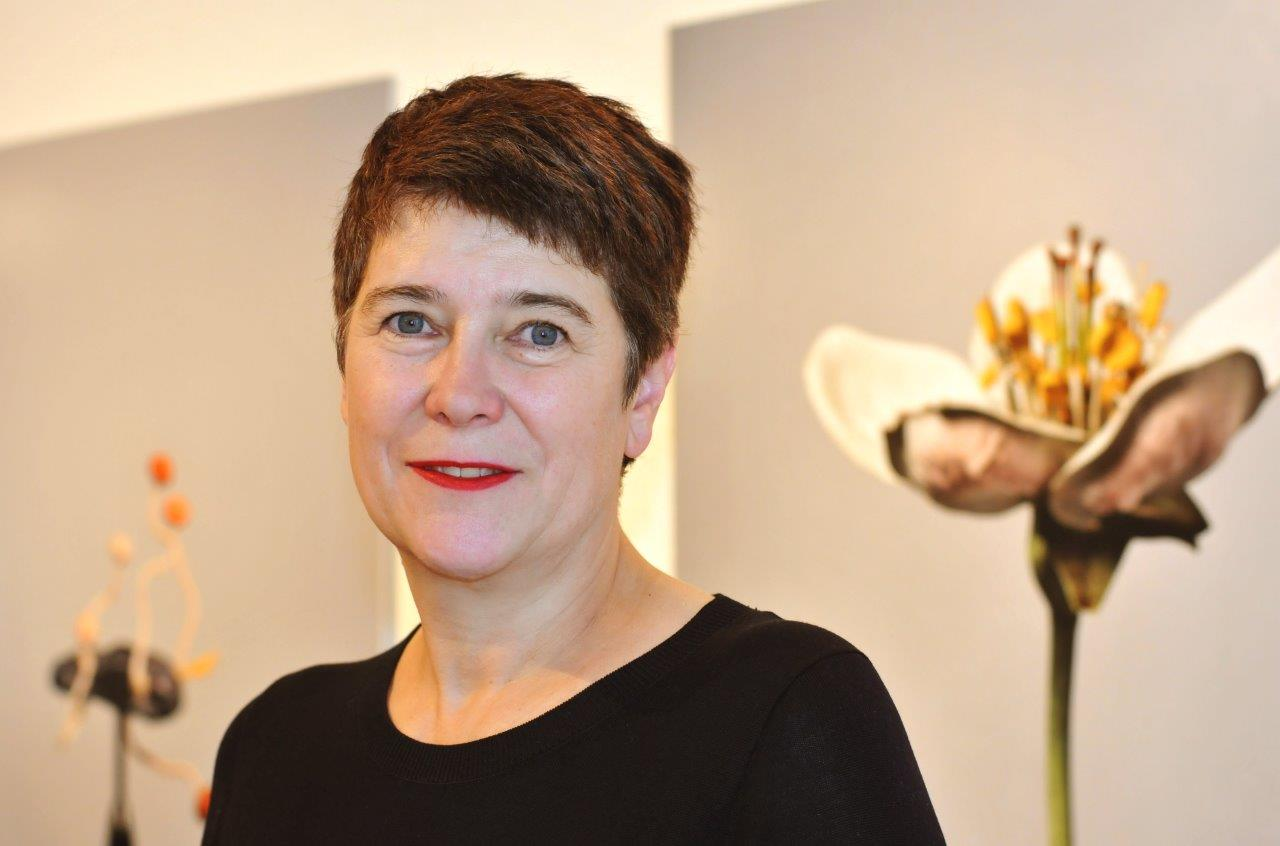
Julia Philippi

Julia Philippi geb. Beck (* 18. November 1962 in Neustadt an der Weinstraße) ist eine deutsche Galeristin und Politikerin der CDU. Von 2018 bis 2021 war sie Abgeordnete des Landtags in Baden-Württemberg.

## Ausbildung und Beruf
Nach ihrem Abitur in Homburg studierte sie Kunstgeschichte, Volkswirtschaftslehre und Romanistik in Heidelberg. Seit 1992 ist sie Inhaberin der Galerie Julia Philippi in Dossenheim.

## Politische Laufbahn
Philippi trat 1998 der CDU bei, kandidierte 2004 für den Gemeinderat in Dossenheim und den Kreisrat des Rhein-Neckar-Kreises und wurde 2007 zur stellvertretenden Bürgermeisterin ihrer Heimatstadt gewählt. Ihre politische Schwerpunkte lagen auf dem Gebiet der Kultur- und Familienpolitik. Am 1. Januar 2018 rückte sie für Georg Wacker, der als Geschäftsführer zur Staatlichen Toto-Lotto GmbH Baden-Württemberg wechselte, in den Landtag Baden-Württembergs nach. Dort vertrat sie den Wahlkreis Weinheim und war Mitglied im Ausschuss für Wissenschaft, Forschung und Kunst und im Petitionsausschuss. Philippi ist Mitglied des Kuratoriums der Landeszentrale für politische Bildung Baden-Württemberg, der Jury „Radiale – Kunst im Kreis“ des Rhein-Neckar-Kreises, Vorsitzende des Heidelberger Kunstvereins e. V., 2. Vorsitzende des Jugendkunstschule Heidelberg/Bergstraße e. V. und Mitglied des Aufsichtsrats der Jugendeinrichtung Stift Sunnisheim gGmbH, Sinsheim, sowie Schatzmeisterin des Galerienverbands Rhein-Neckar, Mannheim.
Bei der Landtagswahl 2021 kandidierte Philippi erneut im Wahlkreis Weinheim, verfehlte jedoch den Wiedereinzug in den Landtag.

## Privates
Philippi wuchs in einer politisch geprägten Familie auf. Ihr Großvater mütterlicherseits, Otto Eichenlaub, war nach dem Zweiten Weltkrieg Regierungspräsident des Regierungsbezirks Rheinhessen-Pfalz und Mitglied der Beratenden Landesversammlung (Rheinland-Pfalz). Ihre Mutter Monika Beck war Abgeordnete des saarländischen Landtags. Philippi ist römisch-katholisch, Mutter dreier Kinder und lebt mit ihrem Ehemann in Dossenheim bei Heidelberg.